# Estados Montanhosos

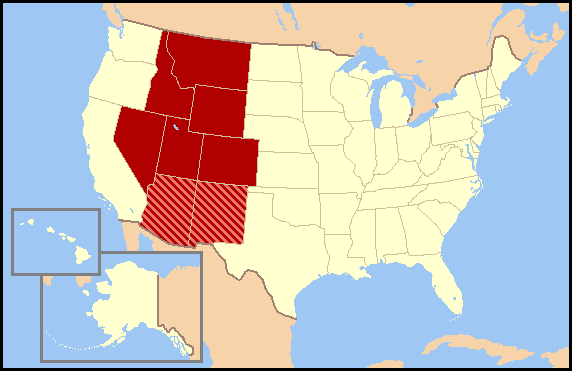
As definições do que são "estados montanhosos" nos Estados Unidos variam. Em vermelho, são os estados que sempre estão nas definições, enquanto os listrados só entram em alguns estudos.

Estados Montanhosos em inglês: Mountain States é uma região dos Estados Unidos que se localiza ao Oeste dos Estados Unidos, abrange os Estados de Colorado, Idaho, Montana, Nevada, Utah e Wyoming. Junto com os estados pacíficos de Alasca, Califórnia, Havaí, Oregon e de Washington, os estados da montanha constituem a região mais larga do oeste, uma das quatro regiões que o departamento de Census de Estados Unidos reconhece formalmente (o nordeste, o sul e o Midwest sendo os outros três).